# 1820
Il 1820 (MDCCCXX in numeri romani) è un anno bisestile del XIX secolo.

## Eventi
- 1º gennaio – Pronunciamiento di Cadice: Alcuni contingenti dell'esercito spagnolo radunati nel porto di Cadice per essere imbarcati verso le Americhe si ammutinano segnando l'inizio dei moti rivoluzionari del 1820.
- 28 gennaio – Mikhail Petrovich Lazarev avvista per la prima volta l'Antartide.
- 29 gennaio – Giorgio IV del Regno Unito sale ufficialmente al trono, alla morte di suo padre Giorgio III (dopo 59 anni sul trono) avvenuta al Castello di Windsor, ponendo fine al periodo noto come Reggenza inglese. Ci sarà un intervallo di 21 anni prima che il titolo di Principe di Galles venga utilizzato nuovamente.
- 1º febbraio – Battaglia di Cepeda: A Cepeda (Argentina) le truppe unioniste (unitarios) vengono sconfitte dalle truppe del Partito Federale (federales). Il territorio argentino viene diviso in 13 province autonome (fino al 1861).
- 7 marzo – Una folla di rivoltosi circondò il Palazzo reale di Madrid, ove sedeva Ferdinando VII.
- 10 marzo – Il Re Ferdinando VII di Spagna proclama il Manifiesto del rey a la Nación española, nel quale Ferdinando annunciava di aver prestato giuramento alla Costituzione.
- 19 aprile – Grecia: Sull'isola di Milo, Dumont d'Urville vede nella capanna di un contadino greco la parte superiore della statua conosciuta come Venere di Milo. Il contadino racconterà di averla trovata tre settimane prima scavando nei resti di un tempio, e di aver lasciato lì la parte inferiore e le braccia della statua. Tutti questi pezzi vengono inviati al Museo del Louvre, in Francia, dove però si smarriscono nei magazzini. Rimane solo il busto senza braccia della Venere.
- 15 giugno – Gli indipendentisti siciliani insorgono (nelle mani degli insorti caddero circa 14.000 fucili dell'arsenale di Palermo) guidati da Giuseppe Alliata di Villafranca.
- 18 giugno – Viene istituito un governo a Palermo, presieduto da Giovanni Luigi Moncada, principe di Paternò.
- 16 luglio – Viene convocato il Parlamento siciliano[1], che ripristina la Costituzione siciliana del 1812.
- 23 luglio – Dalla Sicilia viene inviata[2] una delegazione verso il governo rivoluzionario di Napoli per chiedere il ripristino del Regno di Sicilia, seppur sempre a guida borbonica, della costituzione e un proprio parlamento.
- 24 agosto – Moto rivoluzionario in Portogallo.
- 20 settembre – Naufragio Baleniera Essex, che pare abbia ispirato, almeno nella prima parte, Herman Melville per il suo celebre romanzo Moby Dick (1851).
- 6 ottobre – Piero Maroncelli viene arrestato.
- 13 ottobre – Silvio Pellico viene arrestato.
- 23 ottobre - 17 dicembre – Congresso di Troppau: Il principe Klemens von Metternich riunì le potenze della Santa Alleanza, in seguito ai moti insurrezionali napoletani avvenuti nel luglio dello stesso anno. Al congresso fu ribadito da Austria, Prussia e Russia il principio dell'intervento armato per ricondurre uno stato entro l'alleanza.

## Nati
Ci sono circa 380 voci su persone nate nel 1820; vedi la pagina Nati nel 1820 per un elenco descrittivo o la categoria Nati nel 1820 per un indice alfabetico.

## Morti

### Gennaio
- 2 gennaio - Teodoro Bonati, ingegnere idraulico, matematico e medico italiano (n. 1724)
- 9 gennaio - Pierre-Joseph Picot de Clorivière, gesuita francese (n. 1735)
- 9 gennaio - Charles-Louis Clérisseau, architetto francese (n. 1721)
- 14 gennaio - Guglielmina Carolina di Danimarca, principessa danese (n. 1747)
- 17 gennaio - Francesco Colelli, pittore italiano (n. 1734)
- 20 gennaio - Federico V d'Assia-Homburg, sovrano (n. 1748)
- 21 gennaio - Ambroise Marie François Joseph Palisot de Beauvois, naturalista e botanico francese (n. 1752)
- 22 gennaio - Ivan Vasilievič Gudovič, generale russo (n. 1741)
- 23 gennaio - John Howard, XV conte di Suffolk, nobile e militare britannico (n. 1739)
- 23 gennaio - Edoardo Augusto di Hannover, nobile britannico (n. 1767)
- 24 gennaio - Diego Innico Caracciolo di Martina, cardinale italiano (n. 1759)
- 27 gennaio - Giacomo Amoretti, incisore e orologiaio italiano (n. 1738)
- 27 gennaio - Francisco Antonio Javier de Gardoqui Arriquíbar, cardinale spagnolo (n. 1747)
- 29 gennaio - Giorgio III del Regno Unito, sovrano inglese (n. 1738)

### Febbraio
- 1º febbraio - Friedrich Rühs, storico tedesco (n. 1781)
- 3 febbraio - Gia Long, imperatore vietnamita (n. 1762)
- 4 febbraio - Francesco Nicola Bellosio, organaro italiano (n. 1741)
- 5 febbraio - Tadeusz Brzozowski, gesuita polacco (n. 1749)
- 6 febbraio - Giovanni Battista Grazioli, compositore e organista italiano (n. 1746)
- 7 febbraio - Zamor, rivoluzionario francese (n. 1762)
- 10 febbraio - Anna Elisabetta Luisa di Brandeburgo-Schwedt, nobile (n. 1738)
- 10 febbraio - Francisco Antonio Cebrián Valdá, cardinale spagnolo (n. 1734)
- 11 febbraio - Karl von Fischer, architetto tedesco (n. 1782)
- 12 febbraio - Karl Fëdorovič von Knorring, generale russo (n. 1746)
- 14 febbraio - Carlo Ferdinando di Borbone-Francia, nobile francese (n. 1778)
- 15 febbraio - William Ellery, politico statunitense (n. 1727)
- 16 febbraio - Georg Carl von Döbeln, generale svedese (n. 1758)
- 16 febbraio - Nicolaus Michael Oppel, naturalista tedesco (n. 1782)
- 17 febbraio - Jean-François-Régis Clet, presbitero francese (n. 1748)
- 20 febbraio - Youssef Boutros Tyan, patriarca cattolico libanese (n. 1760)
- 28 febbraio - Simon Charles Miger, incisore francese (n. 1736)
- 28 febbraio - Johann Christian Rosenmüller, anatomista tedesco (n. 1771)
- 29 febbraio - Johann Joachim Eschenburg, critico letterario e storico tedesco (n. 1743)

### Marzo
- 1º marzo - Antonio Ludeña, matematico, fisico e gesuita spagnolo (n. 1740)
- 6 marzo - Luigi Engelberto d'Arenberg, duca (n. 1750)
- 11 marzo - Alexander Mackenzie, esploratore britannico (n. 1764)
- 11 marzo - Benjamin West, pittore statunitense (n. 1738)
- 14 marzo - Michael Underwood, medico britannico (n. 1737)
- 15 marzo - Clemente Maria Hofbauer, presbitero e santo ceco (n. 1751)
- 15 marzo - Christian Heigelin, banchiere e diplomatico tedesco (n. 1744)
- 18 marzo - Isidoro Máiquez, attore teatrale spagnolo (n. 1768)
- 20 marzo - Léonard-Alexis Autié, stilista, impresario teatrale e parrucchiere francese (n. 1751)
- 20 marzo - Andrea Doria Landi Pamphili, principe italiano (n. 1747)
- 20 marzo - Felice Alessandro Radicati, violinista e compositore italiano (n. 1775)
- 20 marzo - Josef Speckbacher, militare austriaco (n. 1767)
- 21 marzo - Carlo I di Isenburg-Büdingen-Birstein, nobile e militare tedesco (n. 1766)
- 22 marzo - Stephen Decatur, ammiraglio statunitense (n. 1779)
- 23 marzo - Giuseppe Amedeo Sallier de la Tour, generale italiano (n. 1732)
- 24 marzo - Jean-Baptiste-René Robinet, filosofo e naturalista francese (n. 1735)
- 26 marzo - Charles Blagden, fisico britannico (n. 1748)
- 27 marzo - Gerhard von Kügelgen, pittore tedesco (n. 1772)
- 28 marzo - Elena di Arzamas, santa russa
- 30 marzo - Paolo Gerolamo Brusco, pittore italiano (n. 1742)

### Aprile
- 2 aprile - Thomas Brown, filosofo e medico scozzese (n. 1778)
- 8 aprile - Giovanni Colbran, violinista spagnolo (n. 1751)
- 9 aprile - Angelo Anelli, librettista e scrittore italiano (n. 1761)
- 12 aprile - Arthur Young, scrittore e saggista inglese (n. 1741)
- 14 aprile - Levi Lincoln senior, politico statunitense (n. 1749)
- 20 aprile - Alessandro Mattei, cardinale, arcivescovo cattolico e nobile italiano (n. 1744)
- 20 aprile - Bernardo Zamagna, gesuita, poeta e teologo dalmata (n. 1735)
- 25 aprile - Constantin-François de Chassebœuf de Volney, filosofo e orientalista francese (n. 1757)
- 26 aprile - Domenico Antonio Fiorentini, pittore italiano (n. 1747)
- 26 aprile - Christian Zais, architetto e urbanista tedesco (n. 1770)

### Maggio
- 1º maggio - Lorenzo Litta, cardinale italiano (n. 1756)
- 5 maggio - Antoine-François Delandine, scrittore francese (n. 1756)
- 17 maggio - Vincenzo Brenna, architetto e pittore svizzero (n. 1741)
- 20 maggio - Karl Ludwig Sand, assassino tedesco (n. 1795)
- 24 maggio - Francisco Antonio Mourelle, militare e esploratore spagnolo (n. 1750)
- 26 maggio - Antonio Longo, pittore austriaco (n. 1742)
- 27 maggio - Andrea Belli, giurista e letterato italiano (n. 1760)
- 28 maggio - Bernardo della Torre, teologo, patriota e vescovo cattolico italiano (n. 1746)
- 29 maggio - Christian Wilhelm von Dohm, storico tedesco (n. 1751)

### Giugno
- 2 giugno - Francesca Forleo-Brayda, pittrice italiana (n. 1779)
- 7 giugno - Louis Pierre Louvel, assassino francese (n. 1783)
- 9 giugno - Wilhelmine Enke,  tedesca (n. 1752)
- 9 giugno - Guglielmina di Prussia, principessa tedesca (n. 1751)
- 9 giugno - Judith Sargent Murray, scrittrice, poetessa e drammaturga statunitense (n. 1751)
- 13 giugno - Johann Michael Bach, compositore tedesco (n. 1745)
- 14 giugno - Thomas Dundas, I barone Dundas, politico scozzese (n. 1741)
- 15 giugno - Adam Weisweiler, ebanista francese (n. 1746)
- 16 giugno - Charles Spencer, nobile e politico inglese (n. 1740)
- 19 giugno - Joseph Banks, naturalista inglese (n. 1743)
- 20 giugno - Manuel Belgrano, economista, politico e generale argentino (n. 1770)
- 23 giugno - Luisa Carolina di Hochberg, nobildonna tedesca (n. 1768)
- 30 giugno - Maurice Duplay, imprenditore e rivoluzionario francese (n. 1738)
- 30 giugno - Sigismund Anton von Hohenwart, arcivescovo cattolico austriaco (n. 1730)

### Luglio
- 3 luglio - John Lyon-Bowes, X conte di Strathmore e Kinghorne, nobile inglese (n. 1769)
- 10 luglio - William Wyatt Bibb, politico statunitense (n. 1781)
- 11 luglio - Frederick Traugott Pursh, botanico statunitense (n. 1774)
- 13 luglio - Mademoiselle Montansier, attrice teatrale e impresaria teatrale francese (n. 1730)
- 16 luglio - Antonio Collalto, matematico italiano (n. 1765)
- 20 luglio - Giuseppe Thaon di Revel di Sant'Andrea, generale italiano (n. 1756)
- 22 luglio - Baldassare Leone, vescovo cattolico italiano (n. 1756)
- 28 luglio - Filippo Gragnani, chitarrista e compositore italiano (n. 1768)
- 28 luglio - Vincenzo Pacetti, scultore italiano (n. 1746)

### Agosto
- 6 agosto - Federica Carlotta Ulrica di Prussia, principessa tedesca (n. 1767)
- 6 agosto - Antonín Vranický, compositore austriaco (n. 1761)
- 7 agosto - Elisa Bonaparte, principessa francese (n. 1777)
- 8 agosto - Étienne Vigée, drammaturgo e scrittore francese (n. 1758)
- 9 agosto - Anders Erikson Sparrman, naturalista svedese (n. 1748)
- 11 agosto - János Lavotta, compositore ungherese (n. 1764)
- 12 agosto - Manuel Lisa, esploratore spagnolo (n. 1772)
- 14 agosto - Antonio Litta Visconti Arese, nobile e politico italiano (n. 1748)
- 15 agosto - Ludovico di Breme, scrittore e saggista italiano (n. 1780)
- 23 agosto - Michel de Cubières, scrittore e poeta francese (n. 1752)
- 25 agosto - Louis François Perrin de Précy, generale e nobile francese (n. 1742)
- 28 agosto - Antonín Kraft, violoncellista e compositore ceco (n. 1749)

### Settembre
- 2 settembre - Jiaqing, imperatore cinese (n. 1760)
- 2 settembre - Cosimo Moschettini, scienziato italiano (n. 1747)
- 2 settembre - Home Riggs Popham, ammiraglio e inventore britannico (n. 1762)
- 3 settembre - Benjamin Latrobe, architetto e progettista britannico (n. 1764)
- 9 settembre - Andrea Colonna di Stigliano, IV principe di Sonnino, generale italiano (n. 1748)
- 13 settembre - François Christophe Kellermann, generale e politico francese (n. 1735)
- 13 settembre - Adelaide di Anhalt-Bernburg-Schaumburg-Hoym, nobile (n. 1800)
- 14 settembre - François Joseph Lefebvre, generale francese (n. 1755)
- 15 settembre - Giovanni Battista Quarantotti, cardinale italiano (n. 1733)
- 16 settembre - Nguyễn Du, poeta e scrittore vietnamita (n. 1765)
- 17 settembre - Giovan Francesco Compagnoni Marefoschi, arcivescovo cattolico italiano (n. 1757)
- 19 settembre - Johann Georg Meusel, bibliografo e lessicografo tedesco (n. 1743)
- 20 settembre - Alessandro Mandarini, militare italiano (n. 1762)
- 23 settembre - Friedrich Ludwig Abel, musicista tedesco (n. 1794)
- 26 settembre - Daniel Boone, esploratore statunitense (n. 1734)

### Ottobre
- 1º ottobre - Pakubuwono IV, sovrano indonesiano (n. 1768)
- 3 ottobre - Ludwig Wenzel Lachnith, musicista e compositore boemo (n. 1746)
- 4 ottobre - Claudine Picardet, chimica, meteorologa e mineralogista francese (n. 1735)
- 5 ottobre - Augustin Barruel, gesuita, saggista e scrittore francese (n. 1741)
- 8 ottobre - Henri Christophe, militare e politico haitiano (n. 1767)
- 10 ottobre - Wilson Cary Nicholas, politico statunitense (n. 1761)
- 12 ottobre - Cosimo Rossi Melocchi, architetto italiano (n. 1758)
- 15 ottobre - Karl Philipp Schwarzenberg, feldmaresciallo austriaco (n. 1771)
- 18 ottobre - Jacques-Victor Henry Christophe, nobile haitiano (n. 1804)
- 26 ottobre - Kubo Shunman, artista giapponese (n. 1757)

### Novembre
- 16 novembre - Jean-Lambert Tallien, politico, rivoluzionario e militare francese (n. 1767)
- 17 novembre - Henri Hamal, compositore belga (n. 1744)
- 21 novembre - James Harris, I conte di Malmesbury, diplomatico inglese (n. 1746)

### Dicembre
- 7 dicembre - Denis Decrès, ammiraglio francese (n. 1761)
- 13 dicembre - Ferenc Széchényi, nobile e politico ungherese (n. 1754)
- 13 dicembre - Margherita Sparapani Gentili Boccapadule, nobildonna e viaggiatrice italiana (n. 1735)
- 18 dicembre - Giuseppe Maria Bonzanigo, scultore e ebanista italiano (n. 1745)
- 22 dicembre - Vincenzo Chiarugi, medico italiano (n. 1759)
- 26 dicembre - Joseph Fouché, politico, diplomatico e rivoluzionario francese (n. 1759)
- 29 dicembre - Paolina di Anhalt-Bernburg, principessa (n. 1769)
- 29 dicembre - Jean Baptiste Antoine Auget de Montyon, politico e scrittore francese (n. 1733)

### Senza giorno specificato
- Shimun XVI Yohannan, vescovo cristiano orientale siro
- John Bell, chirurgo scozzese (n. 1763)
- Francesco Carbone, militare italiano (n. 1762)
- Domenico Chelli, architetto, scenografo e pittore italiano (n. 1746)
- François Chédeville, artista e artigiano francese (n. 1740)
- Antonio Concioli, pittore italiano (n. 1739)
- Peter Dollond, ottico inglese (n. 1730)
- Thomas Douglas, V conte di Selkirk, nobile scozzese (n. 1771)
- Georges Joseph Dufour, generale francese (n. 1758)
- Alojzy Feliński, scrittore e drammaturgo polacco (n. 1771)
- Giovanni Francesco Giuliani, arpista, compositore e direttore d'orchestra italiano (n. 1760)
- Bennet Graham, pirata inglese
- William Lynch, militare statunitense (n. 1742)
- Pierre Denys de Montfort, zoologo e naturalista francese (n. 1766)
- Gaetano Perotti, attore teatrale e comico italiano
- Alexis Thérèse Petit, fisico e docente francese (n. 1791)
- Giuseppe Pichler, incisore italiano (n. 1760)
- Raffaele Stern, architetto italiano (n. 1774)
- Rashid I bin Majid Al Mu'alla, emiro
- Manuel María de Arjona, scrittore spagnolo (n. 1771)
- Pierre-Raymond de Brisson, viaggiatore francese (n. 1745)
- Pierre le Pelley II, nobile (n. 1758)

## Calendario
| Calendario 1820 | Calendario 1820 | Calendario 1820 | Calendario 1820 | Calendario 1820 | Calendario 1820 | Calendario 1820 | Calendario 1820 | Calendario 1820 | Calendario 1820 | Calendario 1820 | Calendario 1820 | Calendario 1820 | Calendario 1820 | Calendario 1820 | Calendario 1820 | Calendario 1820 | Calendario 1820 | Calendario 1820 | Calendario 1820 | Calendario 1820 | Calendario 1820 | Calendario 1820 | Calendario 1820 | Calendario 1820 | Calendario 1820 | Calendario 1820 | Calendario 1820 | Calendario 1820 | Calendario 1820 | Calendario 1820 | Calendario 1820 | Calendario 1820 |
| --------------- | --------------- | --------------- | --------------- | --------------- | --------------- | --------------- | --------------- | --------------- | --------------- | --------------- | --------------- | --------------- | --------------- | --------------- | --------------- | --------------- | --------------- | --------------- | --------------- | --------------- | --------------- | --------------- | --------------- | --------------- | --------------- | --------------- | --------------- | --------------- | --------------- | --------------- | --------------- | --------------- |
|                 | 1               | 2               | 3               | 4               | 5               | 6               | 7               | 8               | 9               | 10              | 11              | 12              | 13              | 14              | 15              | 16              | 17              | 18              | 19              | 20              | 21              | 22              | 23              | 24              | 25              | 26              | 27              | 28              | 29              | 30              | 31              |                 |
| Gennaio         | Sa              | Do              | Lu              | Ma              | Me              | Gi              | Ve              | Sa              | Do              | Lu              | Ma              | Me              | Gi              | Ve              | Sa              | Do              | Lu              | Ma              | Me              | Gi              | Ve              | Sa              | Do              | Lu              | Ma              | Me              | Gi              | Ve              | Sa              | Do              | Lu              |                 |
| Febbraio        | Ma              | Me              | Gi              | Ve              | Sa              | Do              | Lu              | Ma              | Me              | Gi              | Ve              | Sa              | Do              | Lu              | Ma              | Me              | Gi              | Ve              | Sa              | Do              | Lu              | Ma              | Me              | Gi              | Ve              | Sa              | Do              | Lu              | Ma              |                 |                 |                 |
| Marzo           | Me              | Gi              | Ve              | Sa              | Do              | Lu              | Ma              | Me              | Gi              | Ve              | Sa              | Do              | Lu              | Ma              | Me              | Gi              | Ve              | Sa              | Do              | Lu              | Ma              | Me              | Gi              | Ve              | Sa              | Do              | Lu              | Ma              | Me              | Gi              | Ve              |                 |
| Aprile          | Sa              | Do              | Lu              | Ma              | Me              | Gi              | Ve              | Sa              | Do              | Lu              | Ma              | Me              | Gi              | Ve              | Sa              | Do              | Lu              | Ma              | Me              | Gi              | Ve              | Sa              | Do              | Lu              | Ma              | Me              | Gi              | Ve              | Sa              | Do              |                 |                 |
| Maggio          | Lu              | Ma              | Me              | Gi              | Ve              | Sa              | Do              | Lu              | Ma              | Me              | Gi              | Ve              | Sa              | Do              | Lu              | Ma              | Me              | Gi              | Ve              | Sa              | Do              | Lu              | Ma              | Me              | Gi              | Ve              | Sa              | Do              | Lu              | Ma              | Me              |                 |
| Giugno          | Gi              | Ve              | Sa              | Do              | Lu              | Ma              | Me              | Gi              | Ve              | Sa              | Do              | Lu              | Ma              | Me              | Gi              | Ve              | Sa              | Do              | Lu              | Ma              | Me              | Gi              | Ve              | Sa              | Do              | Lu              | Ma              | Me              | Gi              | Ve              |                 |                 |
| Luglio          | Sa              | Do              | Lu              | Ma              | Me              | Gi              | Ve              | Sa              | Do              | Lu              | Ma              | Me              | Gi              | Ve              | Sa              | Do              | Lu              | Ma              | Me              | Gi              | Ve              | Sa              | Do              | Lu              | Ma              | Me              | Gi              | Ve              | Sa              | Do              | Lu              |                 |
| Agosto          | Ma              | Me              | Gi              | Ve              | Sa              | Do              | Lu              | Ma              | Me              | Gi              | Ve              | Sa              | Do              | Lu              | Ma              | Me              | Gi              | Ve              | Sa              | Do              | Lu              | Ma              | Me              | Gi              | Ve              | Sa              | Do              | Lu              | Ma              | Me              | Gi              |                 |
| Settembre       | Ve              | Sa              | Do              | Lu              | Ma              | Me              | Gi              | Ve              | Sa              | Do              | Lu              | Ma              | Me              | Gi              | Ve              | Sa              | Do              | Lu              | Ma              | Me              | Gi              | Ve              | Sa              | Do              | Lu              | Ma              | Me              | Gi              | Ve              | Sa              |                 |                 |
| Ottobre         | Do              | Lu              | Ma              | Me              | Gi              | Ve              | Sa              | Do              | Lu              | Ma              | Me              | Gi              | Ve              | Sa              | Do              | Lu              | Ma              | Me              | Gi              | Ve              | Sa              | Do              | Lu              | Ma              | Me              | Gi              | Ve              | Sa              | Do              | Lu              | Ma              |                 |
| Novembre        | Me              | Gi              | Ve              | Sa              | Do              | Lu              | Ma              | Me              | Gi              | Ve              | Sa              | Do              | Lu              | Ma              | Me              | Gi              | Ve              | Sa              | Do              | Lu              | Ma              | Me              | Gi              | Ve              | Sa              | Do              | Lu              | Ma              | Me              | Gi              |                 |                 |
| Dicembre        | Ve              | Sa              | Do              | Lu              | Ma              | Me              | Gi              | Ve              | Sa              | Do              | Lu              | Ma              | Me              | Gi              | Ve              | Sa              | Do              | Lu              | Ma              | Me              | Gi              | Ve              | Sa              | Do              | Lu              | Ma              | Me              | Gi              | Ve              | Sa              | Do              |                 |